# (2242) Balaton
(2242) Balaton est un astéroïde de la ceinture principale.

## Description
(2242) Balaton est un astéroïde de la ceinture principale. Il fut découvert le 13 octobre 1936 à l'observatoire Konkoly par György Kulin. Il présente une orbite caractérisée par un demi-grand axe de 2,21 UA, une excentricité de 0,12 et une inclinaison de 2,5° par rapport à l'écliptique.
Il est nommé d'après le lac Balaton, plus grande étendue d'eau douce d'Europe centrale.

## Satellite
Le 23 janvier 2016, le Centre des planètes mineures annonce dans le CBET 4243 la découverte d'un satellite autour de (2242) Balaton.

## Compléments